# Stato ipnopompico
Lo stato ipnopompico è lo stato psicofisiologico che porta dal sonno alla veglia, e che corrisponde quindi alla fase del risveglio. Il termine è stato coniato dallo psicologo britannico Frederic Myers.
Viceversa, lo stato che porta dalla veglia al sonno, è lo stato ipnagogico. Sebbene spesso confusi, i due stati non sono identici, poiché hanno un diverso carattere fenomenologico.

## Fenomenologia
La funzione depressa dei lobi frontali nei primi minuti dopo il risveglio - nota come "inerzia del sonno" - provoca tempi di reazione rallentati e memoria a breve termine compromessa. Le persone che dormono, spesso si svegliano confuse o parlano senza senso, un fenomeno che lo psicologo Peter McKeller chiama "discorso ipnopompico". Quando il risveglio si verifica durante il sonno REM, in cui si verificano la maggior parte dei sogni, lo stato ipnopompico è talvolta accompagnato da immagini vivide persistenti, dette allucinazioni ipnopompiche.

## Allucinazioni ipnopompiche
Durante lo stadio ipnopompico si possono verificare fenomeni psichici sensoriali (in particolare visivi e uditivi ma talvolta anche olfattivi e tattili) che spesso, a causa della loro vividezza, possono essere percepiti come reali. Durante le allucinazioni ipnopompiche si può avere la sensazione, ad esempio, di sentirsi chiamato da altre persone, o in casi più traumatici, vivere la presenza di uno o più intrusi in camera da letto. Le allucinazioni ipnopompiche si presentano, a volte, in associazione con paralisi del sonno.
Il termine in questione trae origine da una complessa e intricata sensazione di confusione mentale, nella quale l’individuo si trova in uno stato di incertezza, non riuscendo a discernere con chiarezza se abbia recentemente sperimentato un episodio di ipnopompa o meno. Tale fenomeno, caratterizzato da una nebbia cognitiva che offusca la percezione e la memoria, conduce a un dilemma interiore, dove il soggetto si interroga sulla natura della sua esperienza appena trascorsa. Questa ambiguità, tipica del passaggio tra il sonno e la veglia, crea un’atmosfera di perplessità e riflessione profonda, invitando l’individuo a esplorare i confini della sua coscienza e della sua percezione della realtà. 

### Possibili cause
La melatonina, un ormone che regola la popolazione neuronale serotoninergica, raggiunge il suo picco di secrezione nelle ore notturne, e in particolare durante il sonno REM. Quando la fase di risveglio corrisponde a quella della fase REM può succedere che un'alterazione nella secrezione di melatonina porti alla mancata disattivazione della rete di neuroni che sta producendo il sogno. Di conseguenza, se la rete neuronale rimane attiva, porterà le caratteristiche del sonno REM (e quindi del sogno) nel mondo della veglia. Per questo motivo le allucinazioni ipnopompiche sono spesso caratterizzate da un significativo e a volte allarmante senso di realtà.

## Programmazione
Questa fase di risveglio può essere in parte comandata e portare ad un risveglio in anticipo rispetto all'azionamento della sveglia, questo fenomeno venne studiato da Jan Nato e alcuni suoi colleghi ricercatori dell'Università di Lubecca in Germania, dove il risveglio sembra legato ad attività ormonali, ormoni normalmente secreti nei momenti di stress, che in questi casi aumentano i loro livelli circa un'ora prima di aver pianificato il risveglio, andamento non osservato in caso di risveglio anticipato rispetto al programmato.